# Proteste anti-africane di Nanchino
Le proteste anti-africane di Nanchino furono manifestazioni di massa e rivolte contro gli studenti africani a Nanchino, in Cina, che durarono dal dicembre 1988 al gennaio successivo.

## Le proteste di Nanchino
Il 24 dicembre 1988 due studenti africani entrarono nel campus della Università di Hehai a Nanchino con due donne cinesi dopo una festa di Natale. All'ingresso nel campus vi fu una accesa discussione fra uno degli studenti e una guardia di sicurezza cinese, che aveva ordinato agli africani di registrare le proprie ospiti. La discussione si trasformò poi in una rissa tra studenti africani e cinesi nel campus che durò fino al mattino, con il risultato di 13 studenti feriti.
A quel punto 300 studenti cinesi, spinti da voci false sulla morte di un loro collega per i colpi degli africani, irruppe nelle stanze degli africani e iniziò a distruggerle, gridando slogan. Parte della distruzione comprese mettere a fuoco i dormitori degli africani e chiuderli a chiave. Il presidente dell'università dovette ordinare al dipartimento antincendio d'intervenire.
Dopo che la polizia fu intervenuta per disperdere gli studenti cinesi, quelli africani fuggirono alla stazione ferroviaria per cercare di raggiungere le ambasciate a Pechino, ma le autorità locali gli impedirono di salire sul treno in attesa di capire meglio le cause e i responsabili della rissa notturna.
La mattina del 26 dicembre un gruppo di studenti dell'Università di Hehai si unirono a quelli delle altre università sino a formare un gruppo di 3.000 studenti, che manifestò davanti alla stazione ferroviaria chiedendo ai funzionari del governo di perseguire gli studenti africani e riformare il sistema universitario che dava più diritti agli africani che ai cinesi. La sera del 26 dicembre i manifestanti conversero alla stazione ferroviaria tenendo striscioni invocanti diritti umani e riforme politiche. La polizia cinese riuscì a isolare gli studenti non cinesi dai manifestanti e lì portò a una struttura militare per ospiti fuori Nanchino. Le proteste furono dichiarare illegali, e polizia antisommossa fu fatta giungere dalle provincie circostanti per pacificare i dimostranti, il che richiese molti altri giorni.

## Proteste di piazza Tiananmen
L'andamento delle proteste di Nanchino andò dai sentimenti anti-africani a striscioni che proclamavano diritti umani. La Protesta di piazza Tiananmen del 1989 avvenne 4 mesi dopo le proteste anti-africane di Nanchino. e alcuni elementi delle proteste di Nanchino erano ancora evidenti, come striscioni con scritto "Smettete di approfittarvi delle donne cinesi"